# 雷·汤姆林森 (篮球运动员)
雷·汤姆林森（英語：Ray Tomlinson，1948年2月19日—），澳大利亚篮球运动员。他参加了1972年夏季奥林匹克运动会和1976年夏季奥林匹克运动会男子篮球比赛。